# Kreuzbach (Dorfbach)
Der Kreuzbach ist ein gut ein Kilometer langer linker und nordwestlicher Zufluss des Dorfbaches im
rheinland-pfälzischen Landkreis Kusel auf dem Gebiet der zur Verbandsgemeinde Lauterecken-Wolfstein gehörenden Ortsgemeinde Nußbach.

## Verlauf
Der Kreuzbach entspringt im Naturraum Lichtenberg-Höhenrücken des Nordpfälzer Berglandes auf einer Höhe von 353 m ü. NHN in einem Waldzipfel am Osthang des Mittelberges und gut einen Kilometer nordöstlich der Ortschaft Nußbach.
Sein Quellbereich liegt südlich der Flur [sic] Kreuzbacher Wiesen.
Der Bach speist zunächst drei kleine Fischteiche und fließt dann südsüdwestwärts durch Laubwald am Südhang des Mittelberges entlang. Er verlässt dann den Wald und läuft begleitet von starkem Gehölz durch das Grünland der Flur [sic] Untere Kreuzbach.
Er biegt dann nach Westsüdwesten ab, quert noch die Straße Am Wingertsberg und mündet schließlich auf einer Höhe von 258 m in einen Waldstreifen in der Flur Breitwiese gut hundert Meter nördlich der Ortsgemeinde Nußbach in den aus dem Norden heranziehenden  Dorfbach.